# Frédéric Leclercq
Frédéric Alexandre "Fred" Leclercq (Charleville-Mézières, Grand Est, Francuska, 23. lipnja 1978.) je francuski glazbenik i producent, najpoznatiji kao dugogodišnji basist engleskog power metal sastava DragonForce. Trenutno je gitarist, i glavni tekstopisac death metal supergrupe Sinsaenum, gitarist i vokalist sastava Maladaptive, basist i gitarist sastava Amahiru, i basist njemačkog thrash metal sastava Kreator i francuskog death metal sastava Loudblast. Svira bas-gitaru i za razne druge glazbenike. Svirao je i sa sastavima Heavenly, Carnival in Coal i Sabaton.

## Uzori
Na Leclercqa su utjecali glazbenici kao što su Uli Jon Roth, Adrian Smith, Trey Azagthoth, i Marty Friedman.

## Karijera
Leclercq se 2005. godine pridružio DragonForceu kao zamjena za Adriana Lamberta na turneji za album0 Sonic Firestorm. Svirao je na 7 albuma DragonForcea. Napustio je sastav 2019. godine u želji da se fokusira na drugačije tipove glazbe. Gitarist Herman Li jednom je rekao," Nisam htio da nam Fred bude basist, jer je zapravo fenomenalan gitarist."
Dana 16. rujna 2019. godine, Kreator je objavio da će Leclercq zamijeniti Christiana Gieslera na bas-gitari, nakon što je proveo više od 25 godina sa sastavom.
Godine 2020., Leclercq je osnovao glazbeni projekt imena Amahiru, s japanskim gitaristom Saki. Saki svirao glavnu gitaru, dok Leclercq svira ritam gitaru i bas-gitaru. Duo se prvi put upoznao 2015. godine, kada je Sakijev sastav, Mary's Blood, bio predgrupa za DragonForce u Hong Kongu.

## Sastavi i projekti
- Hors Normes (fuzija) 1994. – 1996.; 2000.
- Memoria (heavy-black metal) 1997. – 1999.; 2000. – 2001.
- Heavenly (power metal) 2000. – 2004.
- DragonForce (power metal) 2005. – 2019.
- Sinsaenum (blackened death metal) 2016. – danas
- Kreator (thrash metal) 2019. – danas
- Amahiru (heavy metal/hard rock) 2020. – danas